# Laguarta
Laguarta es una localidad española perteneciente al municipio de Sabiñánigo, en la Comarca de Alto Gállego, provincia de Huesca, Aragón. Se le consideró la capital de la Guarguera, en el Prepirineo aragonés, junto a Secorún y Gésera. 
Su lengua propia es el aragonés serrablés.

## Toponimia
En algunos escritos en la misma comarca, en el siglo XVII, se puede ver escrito también como Aguarta:

A dos días de Diciembre, año de 1627, en la Iglesia Parroquial de Yebra, y en presencia de mí, Pedro Pérez, rector de la dicha iglesia, precedido de las católicas moniciones, fueron casados Silvestre Pérez, hijo de Amador Pérez y María López, del lugar de Sasa y Mariana Villacampa, hija de Jerónimo Villacampa y Esperanza Grassa del lugar de Aguarta, y el mismo día oyeron la misa nupcial

A 20 de Octubre año mil seiscientos quarenta y ocho, fueron desposados en la Iglesia Parrochial de Yebra, trina precedente canónica monitione, in facie eclesia y en  presencia del Reverendo Gerónimo Villacampa, Rector de Aguarta, con  licencia de mí, Pedro Pérez, rector de Yebra,

## Historia
En la población existía desde al menos la Edad Media la llamada "Honor de La Guarta" que contaba con 12 miembros, representantes de cada familia de la población, y que contaba con unas diez mil hectáreas de terreno, herrería, lavadero, acequia y otros bienes, al igual que mantenían la iglesia de San Salvador, en la cual cada familia tenía banco propio, así como un número de misas determinado para los difuntos de cada casa. En el 1916 cambió de forma para convertirse en una Sociedad Civil de Propietarios, en la cual se transformaban los distintos derechos de la misma para adaptarlos al código civil del momento. 
Aymar de Saint-Saud, conde de Saint-Saud estuvo en la población el 22 de mayo del 1885 durante una visita al Pirineo en donde buscaba observar las formaciones del Serrablo y en la que procedente de Campo de Jaca se alojó en Casa Villacampa, ya que mantenía amistad con el señor del lugar José Villacampa y Villacampa.

## Demografía
| Gráfica de evolución demográfica de Laguarta entre 1842 y 1970 |
| |
| Población de derecho según los censos de población del INE Población de hecho según los censos de población del INEEntre el censo de 1857 y el anterior, crece el término del municipio porque incorpora a Bescós de Sarrablo, Espín, Matidero, Sobas y Urus Entre el censo de 1887 y el anterior, crece el término del municipio porque incorpora a Bara y Miz Entre el censo de 1981 y el anterior, este municipio desaparece porque se integra por partes en los municipios Boltaña y Sabiñánigo |

### Localidad
Datos demográficos de la localidad de Laguarta desde el año 1900:
| 108                   | 100 | 98 | 107 | 111 | 112 | 77 | 32 | 0 | 3 | 4 | 13 | 6 |
| (Fuente: IAEST e INE) |     |    |     |     |     |    |    |   |   |   |    |   |

- Datos referidos a la población de derecho.

### Antiguo municipio
Datos demográficos del municipio de Laguarta desde 1960:
| --            | -- | -- | -- | -- | 432 | 74 | -- | -- |
| (Fuente: INE) |    |    |    |    |     |    |    |    |

- Entre el censo de 1960 y el anterior, aparece este municipio porque cambia de nombre y desaparece el municipio de Secorún a donde pertenecía.
- Entre el censo de 1981 y el anterior, desaparece el municipio de Laguarta porque se integra por partes en los municipios de Boltaña y Sabiñánigo.

## Patrimonio

### Iglesia de San Salvador
Se trata de una iglesia de los siglos XVII-XVIII dedicada a San Salvador, es la iglesia parroquial del lugar. 
Consta de una nave cubierta con lunetos y capillas en los laterales y ábside rectangular, estando puerta de acceso al oeste y bajo atrio, sobre el que se alza la torre del campanario de tres cuerpos y en cuyos muros puede distinguirse la inscripción de la fecha de 1669.

### Casa Villacampa
También conocida como la Casa del Señor o Casa de Don José, se trata de una casa fortificada del siglo XVII compuesta por tres bloques adosados y escalonados por la pendiente, teniendo cada uno de ellos dos plantas y desván, siendo el bloque central el edificio principal. 
En el extremo de la fachada principal se conserva el escudo de los Villacampa, que se repite en la clave de la puerta; esta se abre en arco de medio punto y despiece de dovelas, aunque también se pueden ver otros escudos heráldicos de las distintas familias, como los Maza de Lizana, Espés, Garcés y Ximenez, que fueron habitando el palacete a lo largo del tiempo.
Delante de la fachada principal, fortifica mediante aspilleras situadas en sus muros, se conserva un fragmento de muro que podría pertenecer a una antigua cerca que protegería tanto la casa como la fuente.
Fue restaurado con la intervención de la escuela taller de Sabiñánigo en el 2020 a través de una subvención de setecientos mil euros por parte del Ayuntamiento de Sabiñánigo.

## [14]Fiestas
- Las fiestas de Laguarta fueron en honor a su patrona, La Virgen del Pilar, desde el primer tercio de siglo. Anteriormente se honraba a San Salvador 6 de agosto. Su fiesta pequeña era en honor a San Fabián, el 20 de enero, con hoguera el 19.
- Desde 1978, la fiesta se trasladó al primer sábado de agosto, tomando referencia San Salvador, para ser un día de convivencia y reencuentro de sus antiguos moradores. Del mismo modo, desde enero de 2005, a través de La Asociación de Vecinos del Pueblo de Laguarta, se celebra la Hoguera en honor a San Fabián, (20 de enero), tomando como referencia el sábado más cercano a la fecha.

## Personajes ilustres
- Pedro Villacampa y Maza de Lizana (Laguarta, 10 de mayo de 1776 - Madrid, 27 de diciembre de 1854), militar, héroe de la Guerra de Independencia, exiliado por Fernando VII a Túnez.